# Список умерших в 822 году

## Январь
- 23 января — Бон, архиепископ Милана (818—822).

## Апрель
- 29 апреля — Адалох, епископ Страсбурга (816—822).

## Июнь
- 26 июня — Сайтё (54), японский буддийский основатель школы тэндай-сю на основе одноимённой китайской школы тяньтай.

## Июль
- 11 июля — Гериланд, епископ Вердена (не позднее 814—822).

## Дата смерти неизвестна или требует уточнения
- Абу Закария аль-Фарра, имам куфийской школы.
- Аль-Хакам I, эмир Кордовы (796—822).
- Винигиз, герцог Сполето (788—822), первый из франков, правивших Сполетским герцогством.
- Тахир I ибн Хусейн, полководец халифа Аль-Мамуна, основатель династии Тахиридов.